# Piotr Michał Patoczka
Piotr Michał Patoczka – polski inżynier, dr hab. nauk technicznych, profesor uczelni Instytutu Nauk Rolniczych, Ochrony i Kształtowania Środowiska, Kolegium Nauk Przyrodniczych Uniwersytetu Rzeszowskiego.

## Życiorys
12 maja 1983 obronił pracę doktorską Ewolucja i system pojęć stosowanych w architekturze krajobrazu w Polsce, 23 maja 2001 habilitował się na podstawie pracy zatytułowanej Ściany i bramy w krajobrazie. Został zatrudniony na stanowisku profesora w Katedrze Dziedzictwa Kulturowego i Humanizacji Biznesu na Wydziale Ekonomicznym Wyższej Szkole Informatyki i Zarządzania w Rzeszowie, w Katedrze Agroekologii na Wydziale Biologicznym i Rolniczym Uniwersytetu Rzeszowskiego, oraz w Instytucie Architektury Państwowej Wyższej Szkole Zawodowej w Nysie.
Był profesorem nadzwyczajnym w Zakładzie Architektury Krajobrazu na Wydziale Biologicznym i Rolniczym Uniwersytetu Rzeszowskiego i w Samodzielnej Katedrze Teorii Architektury Krajobrazu i Kompozycji Ogrodowej na Wydziale Architektury Politechniki Krakowskiej  im. Tadeusza Kościuszki.
Awansował na stanowisko kierownika w Zakładzie Architektury Krajobrazu na Wydziale Biologicznym i Rolniczym Uniwersytetu Rzeszowskiego.
Jest profesorem uczelni w Instytucie Nauk Rolniczych, Ochrony i Kształtowania Środowiska, Kolegium Nauk Przyrodniczych Uniwersytetu Rzeszowskiego, a także członkiem Komisji Urbanistyki i Architektury Oddziału Polskiej Akademii Nauk w Krakowie.

## Odznaczenia
- Złoty Krzyż Zasługi (2004)[3]